# SONAMOO
SONAMOO（韓語：소나무）是韓國TS娛樂於2014年所推出的七人女子音樂團體，由受玟、旼宰、 D.ana、娜玹、宜珍、High.D及New Sun組成。2014年12月29日發行首張迷你專輯《Deja Vu》，並於同日舉辦出道SHOWCASE，2015年1月2日於KBS《Music Bank》正式出道。全部成員平均經歷練習生涯長達四年，是TS娛樂繼2009年Secret後，相隔五年再推出的女子團體。

## 經歷

### 出道前
2011年，受玟、D.ana、宜珍、High.D及New Sun在Bang & Zelo的《Never Give Up》MV中客串。
2012年，受玟、旼宰、D.ana、宜珍在B.A.P的《STOP IT》MV中客串。宜珍在B.A.P的電視節目《Ta-Dah! It's B.A.P》EP4及EP8中出現。
2013年，High.D在Untouchable迷你4輯收錄的《Keep In Touch》以本名到姬合唱。
2014年，受玟、娜玹在電視劇《能看見鬼的警察處容》EP4中分別飾演叫鄭妍珠及朴澀琪的女學生。宜珍在Untouchable的《TAKE OUT》音樂節目現場中客串。受玟、娜玹在B.A.P的《1004》MV中客串。

### 2014年
5月29日，TS娛樂公開首名成員娜玹及其個人資料，並表示新女團預計在7月出道。
7月2日，公開第二位成員New Sun的個人資料，並表示新女團為8月夏天出道準備中。
10月16日，公開第三位成員宜珍的個人資料，同時宣佈新女團團名為SONAMOO，開設官方Facebook及官咖。
10月31日，公開第四位成員D.ana的剪影、饒舌自創曲《불 붙여》及其個人資料，並為其向公眾徵求藝名。
11月19日，正式公開第四位成員D.ana，並公開更多其個人資料。
12月1日，公開SONAMOO的官方網站，並公開一張概念照，除了已公開的成員娜玹，New Sun，宜珍，D.ana外，其餘未公開的三人則以剪影代替，表示SONAMOO共有七名成員。
12月5日，公開D.ana及New Sun合作的饒舌自創曲《彷彿穿著盔甲（철갑을 두른 듯）》。
12月12日，公開第五位成員High.D翻唱Jennifer Hudson的《And I Am Telling You I’m Not Going》的歌唱片段。
12月15日，公開全員及其隊內擔當，並釋出一張古典風概念照。
12月16日，全員的基本資料與概念照公開。12月19日，出道預告公開。
12月22日，出道首張迷你專輯《Deja Vu》曲目公開，並確定在29日舉辦首次Showcase。
12月26日，首張迷你專輯《Deja Vu》同名主打歌《Deja Vu》MV預告公開，以及釋出概念照。
12月29日，公開主打歌《Deja Vu》MV，發行首張迷你專輯《Deja Vu》及釋出全輯音源，並於同日舉辦出道SHOWCASE正式出道。

### 2015年
1月2日，於KBS音乐银行以《Deja Vu》一曲正式出道，並陸續於各大音樂節目展開宣傳。
1月10日，於首爾汝矣島IFC舉辦第一場粉絲簽名會。
2月25日，於MBC Show Champion以首張迷你專輯《Deja Vu》中的가는 거야（Just Go!）作為後續曲回歸舞台，主打明朗、正面的形象。
3月3日，SBS MTV每逢週二19時播出一集「SONAMOO的寵物屋」，講述成員與寵物犬同住一室的故事。
3月14日，全員飛往日本東京出席「Onitsuka Tiger X Andrea Pompilio 2015-16」時裝秀。
3月15日，在日本淘兒唱片澀谷店舉行第一次握手會。
4月11日，出道一百天，官方於公司內部舉行一百天出道紀念的迷你粉絲見面會。
5月21日，參與在新加坡舉辦的「Music Matters 2015」，表演《Deja Vu》、《Just Go!》、《國民妹妹》等歌曲。
5月23日，參與在首爾上岩洞首爾世界杯競技場舉辦的2015夢想演唱會，表演《Deja Vu》。
7月1日，官方表示SONAMOO將在7月中回歸，發佈第二張迷你專輯。主打歌將由製作團隊二段橫踢旗下的新星製作人EastWest和說唱歌手uNo參與制作。成員D.ana、New Sun也將參與填詞。
7月6日，公開首張回歸預告照，官網頁面更新呈現一輪明月與七個神祕符號。
7月7日，公開第二張迷你專輯名稱為《CUSHION》。
7月8日，公佈成員受玟、娜玹的個人概念照。
7月9日，公開D.ana、New Sun的個人概念照以及開設官方Instagram帳號。
7月10日，公佈旼宰、宜珍及High.D的個人概念照。
7月13日，公開兩張團體概念照，分別為專輯普通版、特别版的封面照並於13日起開放預購專輯。
7月15日，公開新風格的團體概念照以及迷你二輯同名主打歌《CUSHION》的MV預告。
7月20日，公開主打歌《CUSHION》MV，並舉辦SHOWCASE。
7月22日，在節目「Show Champion」表演《CUSHION》初舞台。
9月1日，以後續曲《Round N Round（빙그르르）》繼續活動，在SBS「The Show」節目中表演該曲初舞台。

### 2016年
6月10日，公開第三張迷你專輯《I LIKE U TOO MUCH》首波回歸預告照公開。
6月14日，公開第三張迷你專輯《I LIKE U TOO MUCH》回歸行程表。
6月17日，公佈成員娜玹、宜珍的個人概念照。
6月20日，公佈成員 D.ana、旼宰的個人概念照。
6月21日，公佈成員 High.D、受玟、New Sun 的個人概念照。
6月22日，公佈團體概念照。
6月23日，公開第三張迷你專輯《I LIKE U TOO MUCH》的專輯收錄曲精華片段。
6月24日，公開第三張迷你專輯《I LIKE U TOO MUCH》的MV預告。
6月29日，發行第三張迷你專輯《I LIKE U TOO MUCH》及同名主打歌MV。

### 2017年
1月2日，公開第一張單曲《I Think I Love U (나 너 좋아해?)》封面圖片。
1月4日，公布單曲預告片。1月6日，MV預告片發布。
1月9日，正式發行第一張單曲及公開主打歌《I Think I Love U》 MV，並舉辦SHOWCASE。
7月27日，官方公布SONAMOO“ HAPPY BOX ”的企劃，该企劃的内容是：每月发行一首单曲并持续3个月，第一首单曲確認在8月14日发行。。
8月2日，透过官方Facebook公开回归单曲《Friday Night》的团体概念照。。
8月14日，正式发布數位单曲《HAPPY BOX PART.1》與主打歌《금요일밤（周五晚上）》音源與MV。
欲在9月發佈的《HAPPY BOX PART.2》因成员宜珍将于10月份参加選秀节目《The Unit》而推迟发布。
10月24日，官方在Twitter账号上发布《HAPPY BOX PART.2》的成员预览照。
11月6日，发布数位单曲《HAPPY BOX PART.2》與主打歌《I(knew it)》音源與MV。

### 2018年
2月11日，在选秀節目《The Unit》的最後一集中，宜珍獲得第1名，進入期間限定團體UNI.T出道。10月12日，從UNI.T活動完結歸隊。

### 2019年
9月13日，High.D參與tvN中秋特輯節目《V-1》，獲得最終6強的成績。
9月23日，成員娜玹、受玟5月向TS娛樂發出要求宣佈合約不正確內容證明，但TS娛樂未履行其要求事項，二人已在8月通過法律代理人進行起訴。
翌日，公司宣布組合將改為5人體制進行活動，並向提出終止合約的2位成員，採取法律處置。
9月26日，成員旼宰、D.ana、宜珍及New Sun演唱電玩遊戲《Legendary: Game of Heroes》的OST《We Are Legendary》，並由遊戲的官方Youtube頻道發布MV。

### 2021年
9月8日，New Sun、旼宰、宜珍退出團體
，9日，宜珍與MELLOW娛樂簽屬專屬合約，成為MELLOW娛樂旗下藝人
9月17日，D.ana退出團體。

## 團體資料

### 團名由來
「SONAMOO」是韓文「松樹」之意，取名為松樹代表希望SONAMOO能像松樹一樣，創作出具有長青生命力的音樂。

### 粉絲名稱
團徽上的代表動物為松鼠。官方粉絲名稱為「松果」（솔방울）。

## 成員資料
| 成員列表 | 成員列表 | 成員列表 | 成員列表 | 成員列表 | 成員列表      | 成員列表                      | 成員列表   | 成員列表                                |
| 藝名     | 藝名     | 藝名     | 本名     | 本名     | 本名          | 出生日期 / 出生地             | 隊內擔當   | 學歷                                    |
| 原文     | 諺文     | 羅馬拼音 | 漢字     | 諺文     | 羅馬拼音      | 出生日期 / 出生地             | 隊內擔當   | 學歷                                    |
| -------- | -------- | -------- | -------- | -------- | ------------- | ----------------------------- | ---------- | --------------------------------------- |
| 受玟     | 수민     | Sumin    | 池受玟   | 지수민   | Ji Su Min     | 1994年3月3日 · 京畿道龍仁市   | 隊長、副唱 | 誠信女子大學 影像媒體演技學系（在學）   |
| 旼宰     | 민재     | Minjae   | 成旼宰   | 성민재   | Seong Min Jae | 1994年12月18日 · 釜山廣域市   | 主唱       | 明知大學 電影音樂劇系（在學）           |
| D.ana    | 디애나   | Diaena   | 曹恩愛   | 조은애   | Jo Eun Ae     | 1995年9月10日 · 首爾特別市    | 主Rapper   | 同德女子大學 放送演藝系（在學）         |
| 娜玹     | 나현     | Nahyun   | 金娜玹   | 김나현   | Kim Na Hyun   | 1995年12月9日 · 首爾特別市    | 領舞、副唱 | 建國大學 電影藝術學系（在學）           |
| 宜珍     | 의진     | Euijin   | 洪宜珍   | 홍의진   | Hong Eui Jin  | 1996年10月8日 · 光州廣域市    | 主舞、副唱 | 世宗大學 實用舞蹈學系（在學）           |
| High.D   | 하이디   | Haidi    | 金到姬   | 김도희   | Kim Do Hee    | 1996年12月21日 · 京畿道水原市 | 主唱       | 韓林演藝藝術高等學校 實用音樂科（畢業） |
| New Sun  | 뉴썬     | Nyusseon | 崔允瑄   | 최윤선   | Choi Yun Seon | 1997年6月19日 · 京畿道抱川市  | 領Rapper   | 韓林演藝藝術高等學校 演藝科（畢業）     |

## 音樂作品

### 迷你專輯
| 專輯 # | 專輯資料 | 曲目 |
| 1st    | 首張迷你專輯《Deja Vu》 - 發行日期：2014年12月29日 - 語言：韓語 - 版本：普通版、特别版 - 格式：CD唱片、數位下載 - 銷售量：4,260+            | 曲目 1. Into Me (Intro) 2. Deja Vu 3. Love Call 4. People's little sister (국민 여동생) (國民妹妹) 5. Just Go！(가는 거야) (走吧) 6. Everlasting Love (아낌없이 주는 나무) (毫無保留奉獻的樹木) |
| 2nd    | 第二張迷你專輯《CUSHION》 - 發行日期：2015年7月20日 - 語言：韓語 - 版本：普通版、特别版 - 格式：CD唱片、數位下載 - 銷售量：4,196+           | 曲目 1. CUSHION 2. Round N Round (빙그르르) 3. Deeply Love (깊어) 4. OK 5. Liar (다 거짓말) 6. Let's Make A Movie (상영시간 무한대)                                                             |
| 3rd    | 第三張迷你專輯《I LIKE U TOO MUCH》 - 發行日期：2016年6月29日 - 語言：韓語 - 版本：普通版、特别版 - 格式：CD唱片、數位下載 - 銷售量：4,387+ | 曲目 1. Closer 2. Sense man(센스넘쳐) 3. B.F 4. I LIKE U TOO MUCH(넘나 좋은 것) 5. Sugar Baby 6. I Do Love You                                                                                  |

### 單曲專輯
| 專輯 # | 單曲資料 | 曲目                                                                                          |
| 1st    | 首張單曲《I Think I Love U》 - 發行日期：2017年1月9日 - 語言：韓語 - 版本：A版、B版 - 格式：CD唱片、數位下載 - 銷售量：4,018+ | 曲目 1. 내 맘대로 해 2. I Think I Love U (나 너 좋아해?) 3. Orange Cappuccino 4. Talk About U |

### 數位單曲
| 單曲 # | 單曲資料                                                                                   | 曲目                                    |
| 1st    | 首張數位單曲《HAPPY BOX PART.1》 - 發行日期：2017年8月14日 - 語言：韓語 - 格式：數位下載   | 曲目 1. So Good 2. 금요일밤（周五晚上） |
| 2nd    | 第二張數位單曲《HAPPY BOX PART.2》 - 發行日期：2017年11月6日 - 語言：韓語 - 格式：數位下載 | 曲目 1. Prequel 2. I (knew it)          |

### OST
| #   | 資料                                                                               | 曲目                                    |
| 1st | 《The Miracle OST Part.1》 - 發行日期：2016年12月7日 - 語言：韓語 - 格式：數位下載 | 曲目 1. First Kiss 2. First Kiss(Inst.) |
| 2nd | 《WE ARE LEGENDARY》 - 發行日期：2019年9月26日 - 語言：韓語 - 格式：數位下載       | 曲目 1. WE ARE LEGENDARY                |

### 其他
| #   | 資料                                                                                                   | 曲目                         |
| 1st | 《싱포유 - 여섯번째이야기 너와 나의 연결고리》 - 發行日期：2017年3月12日 - 語言：韓語 - 格式：數位下載 | 曲目 1. 總是總是（자꾸자꾸） |

## 影視作品

### 固定綜藝節目
| 2015年3月3日－2015年4月21日 | SBS MTV | 《SONAMOO的Pet House》 | 全員 | 共8集 |

| 2015年6月20日－2015年8月1日   | tvN           | 《Always Cantare S2》 | 宜珍  | 共7集                  |
| 2016年7月19日－2016年9月27日  | JTBC          | 《Girl Spirit》       | 旼宰  | 參賽者，A組。共11集    |
| 2016年9月8日－至今            | Disney Junior | 《말랑말랑 도우랑》   | 受玟  | 兒童節目主持。官方影片 |
| 2017年5月29日－2017年6月25日  | KBS           | 《偶像戲劇工作團》    | D.ana |                        |
| 2017年10月28日－2018年1月27日 | KBS           | 《The Unit》          | 宜珍  | 參賽者                 |
| 2018年4月1日－至今            | TV朝鮮        | 《Beauty Claire》     | D.ana | 主持                   |

### 其他綜藝節目
| 1月31日       | Arirang TV | 《K-Populous》         | 全員                   | Ep43                |
| 2月19、20日   | MBC        | 《偶像明星運動會》     | 全員                   | 春節特輯            |
| 2月24日       | Mnet       | 《MEET&GREET》         | 全員                   |                     |
| 3月21日       | MBC Music  | 《偶像本色》           | 受玟、High.D           |                     |
| 5月27日       | MBC every1 | 《Weekly Idol》        | 全員                   | 200集特輯（上）     |
| 6月3日        | MBC every1 | 《Weekly Idol》        | 全員                   | 200集特輯（下）     |
| 8月5日        | KBS2       | 《MV Bank Stardust 2》 | 全員                   |                     |
| 8月24日       | Mnet       | 《MEET&GREET》         | 全員                   |                     |
| 9月1日        | Arirang TV | 《After School Club》  | 全員                   | Ep175               |
| 9月6日        | KBS        | 《A Song For You S4》  | 全員                   | Ep8；與JJCC共同錄製 |
| 9月25日       | SBS        | 《白鐘元的三大天王》   | 全員                   |                     |
| 9月29日、30日 | MBC        | 《偶像明星運動大會》   | 全員                   | 中秋節特輯          |
| 11月5日       | KBS2       | 《維他命》             | 受玟、旼宰、娜玹、宜珍 | Ep604               |
| 11月22日      | KBS2       | 《出發夢之隊2》        | 娜玹                   |                     |

| 2月6日    | SBS        | 《社長在看》             | 全員                     | 春節特輯                      |
| 2月9日    | Arirang TV | 《After School Club》    | New Sun                  | Ep198；成年特輯               |
| 2月8日    | KBS2       | 《全國偶像親友歌唱大賽》 | 宜珍                     | 春節特輯                      |
| 2月9~10日 | MBC        | 《偶像明星運動會》       | 全員                     | 春節特輯                      |
| 2月10日   | Cube TV    | 《Audition Truck》       | 旼宰                     | Ep6；釜山篇（上）             |
| 2月17日   | Cube TV    | 《Audition Truck》       | 旼宰                     | Ep7；釜山篇（下）             |
| 4月24日   | KBS2       | 《出發夢之隊2》          | 受玟、D.ana、娜玹、宜珍  |                               |
| 5月22日   | KBS2       | 《出發夢之隊2》          | 娜玹                     | 濟州島篇                      |
| 5月29日   | KBS2       | 《出發夢之隊2》          | 娜玹                     | 濟州島篇                      |
| 6月17日   | PANDA TV   | 《K.I.S.S》              | 全員                     | 第一集與其餘4組團體共同出演   |
| 6月23日   | PANDA TV   | 《K.I.S.S》              | 全員                     |                               |
| 6月23日   | Mnet       | 《音樂之神2》            | 旼宰、娜玹               | Ep8                           |
| 6月29日   | KBS2       | 《MV Bank Stardust 2》   | 全員                     |                               |
| 6月30日   | PANDA TV   | 《K.I.S.S》              | 全員                     |                               |
| 7月5日    | iMBC       | 《朴素賢的偶像TV》       | 全員                     |                               |
| 7月6日    | KBS2       | 《MV Bank Stardust 2》   | 全員                     |                               |
| 7月7日    | PANDA TV   | 《K.I.S.S》              | 全員                     |                               |
| 7月14日   | PANDA TV   | 《K.I.S.S》              | 全員                     |                               |
| 7月20日   | PANDA TV   | 《K.I.S.S》              | 全員                     | 最終回，與其餘4組團體共同出演 |
| 8月2日    | Arirang TV | 《After School Club》    | 全員                     |                               |
| 8月8日    | Mnet       | 《MEET&GREET》           | 旼宰缺席，其餘成員皆參與 |                               |
| 8月23日   | MBC every1 | 《Video star》           | 旼宰                     | Ep7                           |
| 8月27日   | JTBC       | 《我要開動了》           | 娜玹                     | Ep6                           |
| 9月14日   | SBS        | 《明天的開球王》         | 全員                     | 中秋特輯                      |
| 9月10日   | MBC        | 《我們結婚了》           | 全員                     | 中秋特輯，Heartmon遊戲環節    |
| 9月15日   | MBC        | 《偶像明星運動會》       | 旼宰缺席，其餘成員皆參與 | 中秋特輯                      |
| 9月25日   | MBC every1 | 《美味的地圖S2》         | 受玟、宜珍               |                               |

| 3月31日、4月7日 | KBS2      | 《不朽的名曲：傳說在歌唱》 | 宜珍   | UNI.T |
| 4月22日         | KBS1      | 《開放音樂會》             | 宜珍   | UNI.T |
| 4月27日         | KBS World | 《K-RUSH S3》              | 宜珍   | UNI.T |
| 4月29日、5月6日 | MBC       | 《神秘音樂秀：蒙面歌王》   | High.D |       |

### 戲劇作品
| 年份 | 電視台       | 劇名            | 參演成員                                | 角色                                        | 性質               | 備註   |
| 2016 | Naver tvcast | 《The Miracle》 | 娜玹                                    | Sia                                         | 女主角             | 共12集 |
| 2016 | Naver tvcast | 《The Miracle》 | New Sun 受玟、旼宰、D.ana、宜珍、High.D | Miracle Girls 隊長 Ara Miracle Girls 成員們 | 配角               |        |
| 2017 | tvN          | 《犯罪心理》    | New Sun                                 | 崔娜英                                      | 男主角金賢俊的妹妹 |        |

## 演唱會及其他活動

### 演唱會
| 日期          | 演唱會名稱         | 舉行地點           |
| 2015年9月20日 | 2015韓流夢想音樂節 | 韓國慶州市民運動場 |

### 其他活動
| 日期                  | 活動名稱               | 舉行地點        |
| 2017年6月22、23、24日 | 2017臺北韓流商品博覽會 | 台北世貿中心3館 |

## 獎項

### 主要音樂節目榜單排名
| 主打歌曲排名成績                                 | 主打歌曲排名成績  | 主打歌曲排名成績      | 主打歌曲排名成績    | 主打歌曲排名成績       | 主打歌曲排名成績 | 主打歌曲排名成績     | 主打歌曲排名成績            | 主打歌曲排名成績   |
| ------------------------------------------------ | ----------------- | --------------------- | ------------------- | ---------------------- | ---------------- | -------------------- | --------------------------- | ------------------ |
| 專輯                                             | 歌曲              | Mnet 《M! Countdown》 | KBS2 《Music Bank》 | MBC 《Show! 音樂中心》 | SBS 《人氣歌謠》 | SBS MTV 《THE SHOW》 | MBC MUSIC 《Show Champion》 | 備註               |
| 2014年                                           |                   |                       |                     |                        |                  |                      |                             |                    |
| Deja Vu                                          | Deja Vu           | 10                    | 43                  | /                      | 45               | /                    |                             | 出道 跨年進榜      |
| 2015年                                           |                   |                       |                     |                        |                  |                      |                             |                    |
| Deja Vu                                          | Just Go           | 14                    | /                   | /                      | /                | /                    | /                           | 以專輯後續曲回歸   |
| CUSHION                                          | CUSHION           | 15                    | /                   | /                      | /                | /                    | /                           |                    |
| CUSHION                                          | Round N Round     | 16                    | /                   | /                      | /                | /                    | /                           | 以專輯後續曲回歸   |
| 2016年                                           |                   |                       |                     |                        |                  |                      |                             |                    |
| I LIKE U TOO MUCH                                | I LIKE U TOO MUCH | 7                     | 44                  |                        | /                | /                    | /                           |                    |
| 2017年                                           |                   |                       |                     |                        |                  |                      |                             |                    |
| I Think I Love U                                 | I Think I Love U  | 12                    | /                   |                        | /                | /                    | /                           |                    |
| HAPPY BOX PART.1                                 | Friday Night      | 11                    | /                   | /                      | /                | /                    | /                           | HAPPY BOX 計畫單曲 |
| HAPPY BOX PART.2                                 | I (knew it)       | 11                    | /                   | /                      | /                | /                    | /                           | 首次以六人體制回歸 |
| \| - 「/」表示未有相關資料 \| - 「*」：打榜中 \| |                   |                       |                     |                        |                  |                      |                             |                    |
| - 「/」表示未有相關資料                          | - 「*」：打榜中   |                       |                     |                        |                  |                      |                             |                    |

| 各台冠軍歌曲獎座統計 | 各台冠軍歌曲獎座統計 | 各台冠軍歌曲獎座統計 | 各台冠軍歌曲獎座統計 | 各台冠軍歌曲獎座統計 | 各台冠軍歌曲獎座統計 |
| Mnet                 | KBS                  | MBC                  | SBS                  | SBS MTV              | MBC MUSIC            |
| -------------------- | -------------------- | -------------------- | -------------------- | -------------------- | -------------------- |
| 0                    | 0                    | 0                    | 0                    | 0                    | 0                    |
| 一位總數：0          |                      |                      |                      |                      |                      |

## 外部連結
| - SONAMOO 官方網站（页面存档备份，存于）（） - SONAMOO 官方Daum Cafe（页面存档备份，存于）（） - SONAMOO V頻道（页面存档备份，存于） - SONAMOO 官方Instagram（页面存档备份，存于）（） - SONAMOO 官方Facebook（页面存档备份，存于）（） - SONAMOO 官方微博（中文） - TS娛樂 官方Twitter（页面存档备份，存于）（） - TS娛樂 官方YouTube（页面存档备份，存于）（） | - 旼宰的X（前Twitter） - 旼宰的Instagram帳戶 - D.ana的X（前Twitter） - 宜珍的X（前Twitter） - 宜珍的Instagram帳戶 - High.D的X（前Twitter） - High.D的Instagram帳戶 - New Sun的X（前Twitter） - New Sun的Instagram帳戶 |